# 앤 마리 존슨

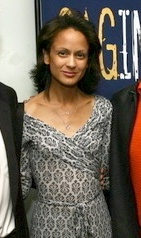

앤 마리 존슨(Anne-Marie Johnson, 1960년 7월 18일 ~ )는 미국의 배우, 성우이다.
로스앤젤레스에서 태어났다.

## 출연 작품
- 더 인비트윈
- 더블 대디 (2015년)
- 시스터 코드 (2015년)
- 노크 엠 데드 (2014년)
- 어바웃 피프티 (2011년)
- 하우스 오브 페인 (2006년) - 리즈 쉘톤 역
- 댓츠 소 레이번 (2003년)
- 라이프/드로잉 (2001년)
- 더 디스트릭트 (2000년)
- 다운 인 더 델타 (1998년)
- 소행성 (1997년)
- 더 파이브 하트비트 (1991년)
- 엄밀한 일 (1991, Strictly Business)
- 로봇 족스 (1991년)
- 두 색깔의 사나이 (1991년)
- 드림 데이트 (1989년)
- 아임 고너 깃 유 서카 (1988년)

### 텔레비전
- In the Heat of the Night (1988-93)